# Ocidental do Tocantins
Ocidental do Tocantins is een van de twee mesoregio's van de Braziliaanse deelstaat Tocantins. Zij grenst aan de mesoregio's Oriental do Tocantins, Noroeste Goiano (GO), Norte Goiano (GO), Oeste Maranhense (MA), Sul Maranhense (MA), Nordeste Mato-Grossense (MT) en Sudeste Paraense (PA). De mesoregio heeft een oppervlakte van ca. 155.834 km². In 2006 werd het inwoneraantal geschat op 844.249.
Vijf microregio's behoren tot deze mesoregio:
- Araguaína
- Bico do Papagaio
- Gurupi
- Miracema do Tocantins
- Rio Formoso

Mesoregio's: Ocidental do Tocantins · Oriental do Tocantins

Microregio's: Araguaína · Bico do Papagaio · Dianópolis · Gurupi · Jalapão · Miracema do Tocantins · Porto Nacional · Rio Formoso